# Kakkur, Mundargi
Kakkur là một làng thuộc tehsil Mundargi, huyện Gadag, bang Karnataka, Ấn Độ.